# Netín
Netín är en ort i Tjeckien.   Den ligger i regionen Vysočina, i den centrala delen av landet, 130 km sydost om huvudstaden Prag. Netín ligger 539 meter över havet och antalet invånare är 302.
Terrängen runt Netín är platt. Runt Netín är det ganska tätbefolkat, med 166 invånare per kvadratkilometer. Närmaste större samhälle är Žďár nad Sázavou, 16,6 km norr om Netín. Trakten runt Netín består till största delen av jordbruksmark.